# Bake Off Italia - Dolci in forno (undicesima edizione)
L'undicesima edizione di Bake Off Italia - Dolci in forno va in onda dall'8 settembre 2023 su Real Time e sul NOVE. La location di quest'anno è, per il quinto anno consecutivo, Villa Borromeo d'Adda, ad Arcore.
La presentatrice della gara continua ad essere Benedetta Parodi, mentre alla giuria vengono riconfermati Ernst Knam, Damiano Carrara e Tommaso Foglia.

## Concorrenti
| Pos. | Concorrente               | Età | Occupazione                 | Città        | Stato                |
| ---- | ------------------------- | --- | --------------------------- | ------------ | -------------------- |
| 1°   | Gabriele Citti            | 22  | Studente                    | Lucca        | Vincitore            |
| 2°   | Fabio Caldarulo           | 38  | Ex autista di autobus       | Foggia       | Secondo classificato |
| 3°   | Tommaso Cavalieri         | 24  | Collaboratore universitario | Cesena       | Terzo classificato   |
| 4ª   | Roberta Caruso            | 38  | Insegnante                  | Milazzo      | Quarta classificata  |
| 5ª   | Danila Iacchia            | 62  | Casalinga                   | Montichiari  | Eliminata            |
| 6°   | Giovanni De Maria         | 29  | Impiegato                   | Milano       | Eliminato            |
| 7ª   | Giovina Roberta Augelli   | 31  | Dipendente pubblica         | Rovereto     | Eliminata            |
| 8°   | Davide Cavasin            | 48  | Architetto                  | Casier       | Eliminato            |
| 9ª   | Irene Caporali            | 31  | Consulente manageriale      | Vejano       | Eliminata            |
| 10ª  | Xi Zhao                   | 22  | Cameriera                   | Legnano      | Ritirata             |
| 11°  | Aurélien Trainaud         | 39  | Professore universitario    | Saint-Michel | Eliminato            |
| 12ª  | Daniela "Dany" Mazzarello | 52  | Bancaria                    | Genova       | Eliminata            |
| 13ª  | Eleonora Occhinegro       | 46  | Ottico-optometrista         | Taranto      | Eliminata            |
| 14ª  | Karina "Kary Hernandez"   | 40  | Casalinga                   | Varese       | Eliminata            |
| 15°  | Maurizio Santaniello      | 49  | Impiegato                   | Nola         | Eliminato            |
| 16°  | Riccardo "Riky" Venturi   | 27  | Operatore di sintesi        | Pescantina   | Eliminato            |

## Tabella eliminazioni
| 1  | Gabriele | Irene    | Fabio    | Tommaso  | Fabio    | Xi       | Danila   | Davide   | Gabriele | Tommaso  | Giovanni | Gabriele | Tommaso  | Fabio    | Fabio    | Fabio    | Gabriele |  |  |  |  |  |  |  |  |  |  |  |  |  |
| 2  | Aurélien | Aurélien | Aurélien | Aurélien | Aurélien | Danila   | Fabio    | Danila   | Danila   | Danila   | Danila   | Fabio    | Fabio    | Gabriele | Gabriele | Gabriele | Fabio    |  |  |  |  |  |  |  |  |  |  |  |  |  |
| 3  | Dany     | Dany     | Dany     | Danila   | Danila   | Fabio    | Gabriele | Fabio    | Fabio    | Gabriele | Fabio    | Roberta  | Gabriele | Tommaso  | Tommaso  | Tommaso  |          |  |  |  |  |  |  |  |  |  |  |  |  |  |
| 4  | Danila   | Danila   | Danila   | Davide   | Davide   | Gabriele | Giovina  | Gabriele | Giovina  | Giovanni | Tommaso  | Tommaso  | Roberta  | Roberta  | Roberta  |          |          |  |  |  |  |  |  |  |  |  |  |  |  |  |
| 5  | Davide   | Eleonora | Davide   | Fabio    | Gabriele | Giovanni | Roberta  | Roberta  | Tommaso  | Fabio    | Gabriele | Danila   | Danila   |          |          |          |          |  |  |  |  |  |  |  |  |  |  |  |  |  |
| 6  | Fabio    | Fabio    | Gabriele | Gabriele | Giovanni | Irene    | Tommaso  | Tommaso  | Giovanni | Giovina  | Roberta  | Giovanni |          |          |          |          |          |  |  |  |  |  |  |  |  |  |  |  |  |  |
| 7  | Giovanni | Gabriele | Giovanni | Giovanni | Roberta  | Roberta  | Davide   | Giovanni | Roberta  | Roberta  | Giovina  |          |          |          |          |          |          |  |  |  |  |  |  |  |  |  |  |  |  |  |
| 8  | Giovina  | Giovanni | Irene    | Irene    | Tommaso  | Tommaso  | Giovanni | Giovina  | Davide   |          |          |          |          |          |          |          |          |  |  |  |  |  |  |  |  |  |  |  |  |  |
| 9  | Irene    | Karina   | Roberta  | Roberta  | Xi       | Davide   | Irene    | Irene    |          |          |          |          |          |          |          |          |          |  |  |  |  |  |  |  |  |  |  |  |  |  |
| 10 | Maurizio | Roberta  | Tommaso  | Xi       | Giovina  | Giovina  | Xi       |          |          |          |          |          |          |          |          |          |          |  |  |  |  |  |  |  |  |  |  |  |  |  |
| 11 | Roberta  | Tommaso  | Xi       | Dany     | Irene    | Aurélien |          |          |          |          |          |          |          |          |          |          |          |  |  |  |  |  |  |  |  |  |  |  |  |  |
| 12 | Tommaso  | Xi       | Eleonora | Giovina  | Dany     |          |          |          |          |          |          |          |          |          |          |          |          |  |  |  |  |  |  |  |  |  |  |  |  |  |
| 13 | Xi       | Davide   | Giovina  | Eleonora |          |          |          |          |          |          |          |          |          |          |          |          |          |  |  |  |  |  |  |  |  |  |  |  |  |  |
| 14 | Eleonora | Giovina  | Karina   |          |          |          |          |          |          |          |          |          |          |          |          |          |          |  |  |  |  |  |  |  |  |  |  |  |  |  |
| 15 | Karina   | Maurizio |          |          |          |          |          |          |          |          |          |          |          |          |          |          |          |  |  |  |  |  |  |  |  |  |  |  |  |  |
| 16 | Riky     |          |          |          |          |          |          |          |          |          |          |          |          |          |          |          |          |  |  |  |  |  |  |  |  |  |  |  |  |  |

Legenda:
     Il concorrente ha vinto la gara
     Il concorrente ha perso la sfida finale e si classifica al secondo posto della gara
     Il concorrente si classifica al terzo posto della gara
     Il concorrente accede in finale
     Il concorrente ha vinto la puntata ed ha diritto ad indossare il "grembiule blu"
     Il concorrente ha vinto la puntata ed anche la prova tecnica
     Il concorrente ha vinto la prova tecnica
     Il concorrente ha affrontato la prova creativa e/o tecnica, è salvo ed accede alla puntata successiva (l'ordine di chiamata è casuale)
     Il concorrente, al termine di una prova, o della puntata, figura tra gli ultimi 2 o 3 classificati ed è a rischio eliminazione, ma si salva
     Il concorrente è stato eliminato al termine di una prova
     Il concorrente è stato eliminato al termine della puntata
     Il concorrente si è ritirato dalla gara
     Il concorrente non partecipa alla puntata ma è salvo
|               | 1         | 2         | 3         | 4         | 5         | 6         | 7        | 8         | 9         | 10       | 11        | 12        | 13        | Semifinale | Finale    | Grembiuli blu vinti |
| Prova Tecnica | Tommaso   | Irene     | Fabio     | Tommaso   | Roberta   | Xi        | Tommaso  | Davide    | Tommaso   | Tommaso  | Danila    | Gabriele  | Tommaso   | Fabio      | Fabio     | Grembiuli blu vinti |
| Gabriele      | PRIMO     | SALVO     | SALVO     | SALVO     | SALVO     | SALVO     | SALVO    | SALVO     | PRIMO     | SALVO    | ULTIMI 3  | PRIMO     | SALVO     | PRIMO      | VINCITORE | 4                   |
| Fabio         | SALVO     | SALVO     | PRIMO     | SALVO     | PRIMO     | SALVO     | SALVO    | SALVO     | SALVO     | ULTIMI 3 | SALVO     | SALVO     | SALVO     | PRIMO      | SECONDO   | 3                   |
| Tommaso       | SALVO     | SALVO     | SALVO     | PRIMO     | SALVO     | SALVO     | SALVO    | SALVO     | SALVO     | PRIMO    | SALVO     | SALVO     | PRIMO     | FINALISTA  | TERZO     | 3                   |
| Roberta       | SALVA     | SALVA     | SALVA     | SALVA     | SALVA     | SALVA     | SALVA    | SALVA     | ULTIMI 3  | ULTIMI 3 | ULTIMI 3  | SALVA     | ULTIMI 2  | FINALISTA  | QUARTA    | 0                   |
| Danila        | SALVA     | SALVA     | SALVA     | SALVA     | SALVA     | SALVA     | PRIMA    | SALVA     | SALVA     | SALVA    | SALVA     | ULTIMI 2  | ELIMINATA |            |           | 1                   |
| Giovanni      | SALVO     | SALVO     | SALVO     | SALVO     | SALVO     | SALVO     | ULTIMI 3 | ULTIMI 3  | ULTIMI 3  | SALVO    | PRIMO     | ELIMINATO |           |            |           | 1                   |
| Giovina       | SALVA     | ULTIMI 3  | ULTIMI 3  | ULTIMI 3  | ULTIMI 3  | ULTIMI 3  | SALVA    | ULTIMI 3  | SALVA     | ULTIMI 3 | ELIMINATA |           |           |            |           | 0                   |
| Davide        | SALVO     | ULTIMI 3  | SALVO     | SALVO     | SALVO     | ULTIMI 3  | ULTIMI 3 | PRIMO     | ELIMINATO |          |           |           |           |            |           | 1                   |
| Irene         | SALVA     | PRIMA     | SALVA     | SALVA     | ULTIMI 3  | SALVA     | ULTIMI 3 | ELIMINATA |           |          |           |           |           |            |           | 1                   |
| Xi            | SALVA     | SALVA     | SALVA     | SALVA     | SALVA     | PRIMA     | RITIRATA |           |           |          |           |           |           |            |           | 1                   |
| Aurélien      | SALVO     | SALVO     | SALVO     | SALVO     | SALVO     | ELIMINATO |          |           |           |          |           |           |           |            |           | 0                   |
| Dany          | SALVA     | SALVA     | SALVA     | ULTIMI 3  | ELIMINATA |           |          |           |           |          |           |           |           |            |           | 0                   |
| Eleonora      | ULTIMI 3  | SALVA     | ULTIMI 3  | ELIMINATA |           |           |          |           |           |          |           |           |           |            |           | 0                   |
| Karina        | ULTIMI 3  | SALVA     | ELIMINATA |           |           |           |          |           |           |          |           |           |           |            |           | 0                   |
| Maurizio      | SALVO     | ELIMINATO |           |           |           |           |          |           |           |          |           |           |           |            |           | 0                   |
| Riky          | ELIMINATO |           |           |           |           |           |          |           |           |          |           |           |           |            |           | 0                   |

Legenda:
     Il concorrente ha vinto la gara
     Il concorrente ha perso la sfida finale e si classifica al secondo posto della gara
     Il concorrente si classifica al terzo posto della gara
     Il concorrente accede in finale
     Il concorrente ha vinto il grembiule blu
     Il concorrente è salvo e accede alla puntata successiva
     Il concorrente, al termine di una prova, o della puntata, figura tra gli ultimi 2 o 3 classificati ed è a rischio eliminazione, ma si salva
     Il concorrente è stato eliminato al termine della puntata
     Il concorrente si è ritirato dalla gara
     Il concorrente non partecipa alla puntata ma è salvo

## Riassunto episodi

### Episodio 1
Prima TV: 8 settembre 2023
In questo primo episodio, i 16 pasticceri, i migliori d'Italia, hanno affrontato le loro prime tre prove sul tema del sogno. Al termine della puntata il miglior pasticcere risultante dalle tre prove riceverà il primo grembiule blu dell'edizione e un bonus per la puntata successiva, mentre il concorrente peggiore sarà il primo eliminato.
- La prova creativa:La torta che fa sognare
- La prova tecnica: Croquembouche alto 30 centimetri
- La prova sorpresa:Il dolce in un sogno [1]
- Grembiule blu: Gabriele
- Concorrente eliminato:  Riky

### Episodio 2
Prima TV: 15 settembre 2023
In questo secondo episodio, i 15 pasticceri hanno affrontato le tre prove sul tema dei segreti. Al termine della puntata il miglior pasticcere risultante dalle tre prove riceverà il grembiule blu e un bonus per la puntata successiva, mentre il concorrente peggiore sarà eliminato.
- La prova creativa: La  Delizia al cioccolato
- La prova tecnica: Scatola di biscotti
- La prova sorpresa: La torta rotta
- Grembiule blu: Irene
- Concorrente eliminato: Maurizio

### Episodio 3
Prima TV: 22 settembre 2023
- Ospite: Fulvio Marino

In questo terzo episodio, i 14 pasticceri hanno affrontato le tre prove sul tema del gioco. Al termine della puntata il miglior pasticcere risultante dalle tre prove riceverà il grembiule blu e un bonus per la puntata successiva, mentre il concorrente peggiore sarà eliminato.
- La prova creativa: La torta Piñata
- La prova tecnica: Hidden cake a scacchiera
- La prova sorpresa: Donut
- Grembiule blu: Fabio
- Concorrente eliminato: Karina

### Episodio 4
Prima TV: 29 settembre 2023
In questo quarto episodio, i 13 pasticceri hanno affrontato le tre prove sul tema del compleanno. Al termine della puntata il miglior pasticcere risultante dalle tre prove riceverà il grembiule blu e un bonus per la puntata successiva, mentre il concorrente peggiore sarà eliminato.
- La prova creativa: Torta di compleanno alla frutta
- La prova tecnica: 6 monoporzioni di Millefoglie
- La prova sorpresa: Torta "Candela"
- Grembiule blu: Tommaso
- Concorrente eliminato:  Eleonora

### Episodio 5
Prima TV: 6 ottobre 2023
In questo quinto episodio, i 12 pasticceri hanno affrontato le tre prove sul tema del viaggio nel tempo. Al termine della puntata il miglior pasticcere risultante dalle tre prove riceverà il grembiule blu e un bonus per la puntata successiva, mentre il concorrente peggiore sarà eliminato.
- La prova creativa: Profiterole[2] (Anni 60)
- La prova tecnica:  Aspic dolce (Anni 80)
- La prova sorpresa: Emoji cake (Anni 2000)
- Grembiule blu: Fabio
- Concorrente eliminato:  Dany

### Episodio 6
Prima TV: 13 ottobre 2023
In questo sesto episodio,gli 11 pasticceri hanno affrontato le tre prove sul tema delle opere d'arte. Al termine della puntata il miglior pasticcere risultante dalle tre prove riceverà il grembiule blu e un bonus per la puntata successiva, mentre il concorrente peggiore sarà eliminato.
- La prova creativa: La torta Mosaico[3]
- La prova tecnica:  Praline al Cioccolato [4]
- La prova sorpresa: Ugly Cake
- Grembiule blu: Xi
- Concorrente eliminato:  Aurèlien

### Episodio 7
Prima TV: 20 ottobre 2023
- Ospite : Fulvio Marino

In questo settimo episodio,i 10 pasticceri hanno affrontato le tre prove sul tema della natura. Al termine della puntata il miglior pasticcere risultante dalle tre prove riceverà il grembiule blu e un bonus per la puntata successiva, mentre il concorrente peggiore sarà eliminato.
- La prova creativa: Il Pan Brioche Salato
- La prova tecnica: Rainbow Cake
- La prova sorpresa: La torta fiorita
- Grembiule blu: Danila
- Concorrente eliminato:  Nessuno [5]

### Episodio 8
Prima TV: 27 ottobre 2023
- Ospiti: Fulvio Marino, Me contro Te

In questo ottavo episodio,i 9 pasticceri hanno affrontato le tre prove sulle festività del Carnevale, della Pasqua e di Halloween. Al termine della puntata il miglior pasticcere risultante dalle tre prove riceverà il grembiule blu e un bonus per la puntata successiva, mentre il concorrente peggiore sarà eliminato.
- La prova creativa: Chiacchiere, Frittelle e Struffoli (Dolci di Carnevale). Per questa prova i concorrenti hanno gareggiato divisi in tre squadre, Danila, avendo il grembiule blu ha usufruito del bonus che le ha permesso di scegliere la sua squadra:[6]

- La prova tecnica: Uovo di Pasqua a forma di pulcino con all'interno una colomba pasquale (Dolci di Pasqua).
- La prova sorpresa: Halloween Cake (Dolce di Halloween).
- Grembiule blu: Davide
- Concorrente eliminato: Irene

### Episodio 9
Prima TV: 3 novembre 2023
- Ospite: Cristian Lavarian

In questo nono episodio, gli 8 pasticceri hanno affrontato le tre prove sul tema del viaggio. Al termine della puntata il miglior pasticcere risultante dalle tre prove riceverà il grembiule blu e un bonus per la puntata successiva, mentre il concorrente peggiore sarà eliminato.
- La prova creativa: Torta Linzer, crostata rivisitata
- La prova tecnica: Pavlova
- La prova sorpresa: Torta a forma di pianeta; i concorrenti realizzeranno un pianeta a testa in base alla sorte, eccetto Davide che avendo ricevuto il grembiule blu e il bonus nella scorsa puntata ha la possibilità di scegliere lui stesso il suo pianeta. Questa prova è stata svolta in esterna, presso il MUSE, museo delle scienze di Trento.[7]
- Grembiule blu: Gabriele
- Concorrente eliminato: Davide

### Episodio 10
Prima TV: 10 novembre 2023
- Ospiti: Amici e parenti dei concorrenti in gara

In questo decimo episodio, i 7 pasticceri hanno affrontato le tre prove sul tema della verità e dei segreti. Al termine della puntata il miglior pasticcere risultante dalle tre prove riceverà il grembiule blu e un bonus per la puntata successiva, mentre il concorrente peggiore sarà eliminato.
- La prova creativa: Galette De Rois rivisitata con una salsa d'accompagnamento
- La prova tecnica: Mirror cake
- La prova sorpresa: Dolce ritratto
- Grembiule blu: Tommaso
- Concorrente eliminato: Nessuno[8]

### Episodio 11
Prima TV: 17 novembre 2023
In questo undicesimo episodio, i 7 pasticceri hanno affrontato le tre prove sul tema della confort-zone . Al termine della puntata il miglior pasticcere risultante dalle tre prove riceverà il grembiule blu e un bonus per la puntata successiva, mentre il concorrente peggiore sarà eliminato.
- La prova creativa: Torta della nonna rivisitata in verticale.
- La prova tecnica: Cassata siciliana
- La prova sorpresa: Fetta di torta gigante; le fette di ciascun concorrente formeranno un'unica torta.
- Grembiule blu: Giovanni
- Concorrente eliminato: Giovina

### Episodio 12
Prima TV: 24 novembre 2023
- Ospite: Fulvio Marino

In questo dodicesimo episodio, i 6 pasticceri hanno affrontato le tre prove prima dello sprint finale. Al termine della puntata il miglior pasticcere risultante dalle tre prove riceverà il grembiule blu e un bonus per la puntata successiva, mentre il concorrente peggiore sarà eliminato.
- La prova creativa: Calzone
- La prova tecnica: Macaron a forma di Hamburger
- La prova sorpresa: Gravity Cake
- Grembiule blu: Gabriele
- Concorrente eliminato: Giovanni

### Episodio 13
Prima TV: 1º dicembre 2023
In questo tredicesimo episodio, i 5 pasticceri hanno affrontato le tre prove sul tema dei dolci delle capitali europee . Al termine della puntata il miglior pasticcere risultante dalle tre prove riceverà il grembiule blu e un bonus per la puntata successiva, mentre il concorrente peggiore sarà eliminato.
- La prova creativa: Waffle (Tommaso), Scones (Fabio), Churros (Danila), Krapfen (Gabriele) e Pasteis de Nata (Roberta). Gabriele, avendo l'opportunità di usufruire del bonus può scegliere il dolce che dovrà preparare; farà così partire una catena che assegnerà un dolce a ciascun pasticcere rimasto in gara.
- La prova tecnica: Sacher
- La prova sorpresa: Religieuse alta 40 centimetri
- Grembiule blu: Tommaso
- Concorrente eliminato: Danila

### Episodio 14 -Semifinale
Prima TV: 8 dicembre 2023
In questo quattordicesimo episodio, la semifinale, i 4 pasticceri hanno affrontato, come di consueto, le tre prove. Al termine della puntata il miglior pasticcere risultante dalle tre prove riceverà il grembiule blu ed insieme ad altri due pasticceri andrà dritto in finale, mentre il concorrente peggiore sarà eliminato.
- La prova creativa: La torta Setteveli
- La prova tecnica: Lo Sugar Dome
- La prova sorpresa: Torta iperrealistica del proprio portafortuna
- Grembiule blu: Fabio e Gabriele
- Finalisti: Fabio, Gabriele, Roberta e Tommaso
- Concorrente eliminato: Nessuno

### Episodio 15 -Finale
Prima TV: 15 dicembre 2023
Ospite: Valeria Graci 
Nel quindicesimo episodio, nonché finale del programma, i 4 concorrenti si sfidano dapprima nella prova creativa che decreta il quarto classificato, poi nella prova tecnica che porterà all'elezione dei due super finalisti, e terzo classificato. Nella sfida finale i due concorrenti rimasti si sfidano in un proprio dolce da vittoria, per eleggere il vincitore della decima edizione.
- La prova creativa: Il sogno in un dolce[9]
  - Quarta classificata: Roberta
- La prova tecnica: Torta Walk of Fame
  - Terzo classificato: Tommaso
- La prova finale: Torta da gran galà a piani 
  - Secondo classificato: Fabio
    - Vincitore: Gabriele

## Gli incubi di Bake Off
Durante le edizioni passate di Bake Off Italia sono state svolte prove complicate e catastrofiche, tanto da entrare nella storia del programma: in questa edizione, lo svolgimento di ogni prova tecnica consiste nel replicare uno degli incubi delle passate edizioni.
| Puntata    | Dolce incubo                                                           | Vincitori |
| ---------- | ---------------------------------------------------------------------- | --------- |
| 1ª         | Croquembouche alto 30 centimetri                                       | Tommaso   |
| 2ª         | Scatola di biscotti                                                    | Irene     |
| 3ª         | Hidden cake a scacchiera                                               | Fabio     |
| 4ª         | 6 monoporzioni di Millefoglie                                          | Tommaso   |
| 5ª         | Aspic dolce                                                            | Roberta   |
| 6ª         | Scatola di cioccolatini                                                | Xi        |
| 7ª         | Rainbow cake                                                           | Tommaso   |
| 8ª         | Uovo di Pasqua a forma di pulcino con all'interno una Colomba pasquale | Davide    |
| 9ª         | Pavlova                                                                | Tommaso   |
| 10ª        | Mirror cake                                                            | Tommaso   |
| 11ª        | Cassata siciliana                                                      | Danila    |
| 12ª        | Macaron a forma di Hamburger                                           | Gabriele  |
| 13ª        | Sacher                                                                 | Tommaso   |
| Semifinale | Sugar Dome                                                             | Fabio     |
| Finale     | Torta Walk of Fame                                                     | Fabio     |

## Ascolti
| Puntata    | Messa in onda     | Telespettatori | Share |
| ---------- | ----------------- | -------------- | ----- |
| 1          | 8 settembre 2023  | 516 000        | 3,40% |
| 2          | 15 settembre 2023 | 486 000        | 2,90% |
| 3          | 22 settembre 2023 | 527 000        | 3,20% |
| 4          | 29 settembre 2023 | 633 000        | 3,70% |
| 5          | 6 ottobre 2023    | 608 000        | 3,50% |
| 6          | 13 ottobre 2023   | 589 000        | 3,28% |
| 7          | 20 ottobre 2023   | 576 000        | 3,20% |
| 8          | 27 ottobre 2023   | 675 000        | 3,70% |
| 9          | 3 novembre 2023   | 647.000        | 3,50% |
| 10         | 10 novembre 2023  | 594 000        | 3,30% |
| 11         | 17 novembre 2023  | 668 000        | 3,30% |
| 12         | 24 novembre 2023  | 462 000        | 2,40% |
| 13         | 1º dicembre 2023  | 542 000        | 2,80% |
| Semifinale | 8 dicembre 2023   | 598 000        | 3,20% |
| Finale     | 15 dicembre 2023  | 590 000        | 3,40% |
| Media      | Media             | 580 000        | 3,25% |

- In termini di telespettatori (580 000), questa è l'edizione meno vista nella storia del programma. Anche la finale, in termini di telespettatori (590 000) risulta la meno vista in assoluto.